# Eusynstyela miniata
Eusynstyela miniata är en sjöpungsart som först beskrevs av Sluiter 1905.  Eusynstyela miniata ingår i släktet Eusynstyela och familjen Styelidae. Inga underarter finns listade i Catalogue of Life.